# 9781 Jubjubbird
9781 Jubjubbird este o planetă minoră (asteroid) din centura de asteroizi. A fost descoperită pe 31 octombrie 1994 la Nachi-Katsuura Observatory⁠(d) de Yoshisada Shimizu⁠(d) și a fost numită după Jubjub bird⁠(d). 
Obiectul prezintă o orbită caracterizată de o semiaxă mare de 2,4613832 UAi, o excentricitate de 0,17, o înclinație de 8,55565 ° în raport cu ecliptica.